# Chevrolet Kalos
Chevrolet Kalos (type T200) er en personbil bygget først af GM Daewoo og senere Chevrolet. Den tilhører miniklassen.

## Historie
I år 2000 blev der på Paris Motor Show præsenteret en konceptbil, som bar betegnelsen Kalos og lignede den senere serieproducerede model. Den serieproducerede model fik premiere på Geneve Motor Show i 2002.
Fra september 2002 til januar 2005 blev Kalos solgt med Daewoo som varemærke. Navnet Kalos er af græsk oprindelse og betyder "den skønne".
Modellen blev fra 2004 solgt i USA som Chevrolet Aveo, både som hatchback og som sedan.
I år 2005 tilkom modellen Kalos Sprint, hvor en kompressor øger 16V-motorens effekt fra 69 kW (94 hk) til 96 kW (131 hk). Fra februar 2005 blev varemærket ligesom for alle andre Daewoo-modeller i Europas vedkommende ændret til Chevrolet.
- Chevrolet Kalos tredørs
(2005–2008)
- Chevrolet Kalos femdørs
(2005–2008)
- Bagfra
- Chevrolet Kalos sedan (2005–2006)

I midten af 2006 kom der en ny sedanudgave. Denne blev i Europa markedsført under navnet Chevrolet Aveo som en selvstændig modelserie og ikke som Kalos. Ligesom forgængeren er sedanudgaven identisk med den amerikanske version. Modellen kom ikke til Danmark, da den danske importør skønnede at kollisionstestresultatet var for ringe.
I efteråret 2007 blev der på Frankfurt Motor Show præsenteret en kraftigt faceliftet version, som fra juni 2008 ligesom sedanudgaven blev solgt under Aveo-navnet. Produktionen af Kalos blev indstillet i april 2008.

## Karakteristika
Kalos findes med to forskellige firecylindrede motorer på 1,2 og 1,4 liter. 1,2'eren har otte ventiler og 53 kW (72 hk), mens 1,4'eren både findes med otte ventiler og 61 kW (83 hk) eller med 16 ventiler og 69 kW (94 hk).
Den af den italienske designer Giorgio Giugiaro tegnede Kalos findes som tre- og femdørs. Bagagerummet kan rumme 220 liter og kan ved at klappe bagsædets ryglæn frem udvides til 980 liter. I sedanversionen kan det rumme 375 liter.
Hovedkonkurrenten er/var Hyundai Getz.

### Gasversioner
Chevrolet tilbød som en af få fabrikanter Kalos med autogasanlæg monteret fra fabrikken. Gastanken er monteret i stedet for reservehjulet i reservehjulsbrønden og kan rumme 47 liter Liquified Petroleum Gas.

### Tekniske data
|                                      | 1.2                | 1.4                | 1.4 16V            | 1.4 Sprint          |
| Motordata                            |                    |                    |                    |                     |
| Motortype                            | R4-benzinmotor     | R4-benzinmotor     | R4-benzinmotor     | R4-benzinmotor      |
| Antal ventiler pr. cylinder          | 2                  | 2                  | 4                  | 4                   |
| Fødesystem                           | Multipoint         | Multipoint         | Multipoint         | Multipoint          |
| Trykladning                          | –                  | –                  | –                  | Kompressor          |
| Køling                               | Vandkøling         | Vandkøling         | Vandkøling         | Vandkøling          |
| Boring × slaglængde                  | 68,5 × 78,0 mm     | 77,9 × 73,4 mm     | 77,9 × 73,4 mm     | 77,9 × 73,4 mm      |
| Slagvolume                           | 1150 cm³           | 1399 cm³           | 1399 cm³           | 1399 cm³            |
| Maks. effekt ved omdr./min.          | 53 kW (72 hk) 5400 | 61 kW (83 hk) 5600 | 69 kW (94 hk) 6200 | 96 kW (131 hk) 5850 |
| Maks. drejningsmoment ved omdr./min. | 104 Nm 4400        | 123 Nm 3000        | 130 Nm 3400        | 167,5 Nm 4120       |
| Kraftoverførsel                      |                    |                    |                    |                     |
| Drivende hjul                        | Forhjul            | Forhjul            | Forhjul            | Forhjul             |
| Gearkasse (standardudstyr)           | 5-trins manuel     | 5-trins manuel     | 5-trins manuel     | 5-trins manuel      |
| Gearkasse (ekstraudstyr)             | –                  | –                  | 4-trins automatisk | –                   |
| Præstationer                         |                    |                    |                    |                     |
| Topfart                              | 157 km/t           | 170 km/t           | 176 km/t           | 195 km/t            |
| Acceleration 0-100 km/t              | 13,7 sek.          | 12,1 sek.          | 11,1 sek.          | 9,8 sek.            |

1. ↑  Topfart med automatgear: 170 km/t

Motorerne er af fabrikanten ikke godkendt til brug med E10-brændstof.

## Udenfor Europa
I Australien blev bilen solgt som Daewoo Gentra og Holden Barina. I USA hedder den Pontiac G3, og i Canada Pontiac Wave samt Suzuki Swift+. Også disse modeller fik et facelift i slutningen af 2007.
- Suzuki Swift+ (2004–2007)
- Pontiac Wave (2005–2007)